# Advent (periode)
De advent is in het christendom de benaming voor de aanloopperiode naar kerst. De naam advent komt van het Latijnse woord adventus, dat komst betekent. In de adventsperiode bereiden christenen zich voor op het kerstfeest.
Het Liturgisch jaar begint na de grote groene tijd door het jaar met de advent. Eenvoudig gerekend begint de advent vier zondagen voor Kerstmis. De advent begint altijd op de eerste zondag na 26 november Sint-Siricius en eindigt op 24 december Kerstavond bij het avondgebed. Hierdoor is de lengte van de adventsperiode verschillend, maar telt wel altijd vier zondagen:
|             | kalenderjaar 2025 | vroegste datum | laatste datum |                |
| ----------- | ----------------- | -------------- | ------------- | -------------- |
| 1e zondag 🕯 | 30 november 2025  | 27 november    | 3 december    | Levavi         |
| 2e zondag 🕯 | 7 december 2025   | 4 december     | 10 december   | Populus Sion   |
| 3e zondag 🕯 | 14 december 2025  | 11 december    | 17 december   | zondag Gaudete |
| 4e zondag 🕯 | 21 december 2025  | 18 december    | 24 december   | Rorate         |

De advent begint bij oosters-orthodoxe kerken een week eerder met Christus Rex alias Caecula Caeculorum en telt strikt 40 dagen (15 november).
In huizen en kerken wordt de advent symbolisch zichtbaar gemaakt door een kaarsenstandaard of een adventskrans waarop vier kaarsen staan. Elke zondag wordt een extra kaars aangestoken. Op de laatste zondag voor kerst (Rorate) branden dan alle kaarsen.
In de Rooms-Katholieke Kerk en ook de Anglicaanse en Oud-Katholieke Kerken: vanaf 17 december tot 24 december wordt de kerstnoveen gehouden. Er zijn dan geen gedachtenissen van heiligen en het dragen van paarse gewaden is verplicht voorgeschreven.
Tijdens de adventsperiode wordt in kerken gebruikgemaakt van de liturgische kleur paars, de kleur van boete en inkeer. Op de derde zondag van de advent, zondag Gaudete, kan de kleur roze gebruikt worden om het feestelijke karakter van deze zondag weer te geven.
In veel protestantse kerken wordt op de zondag vóór Advent, dus de laatste zondag van het kerkelijk jaar, Eeuwigheidszondag (Saecula Saeculorum) gevierd, waarbij de overledenen herdacht worden.

## Geschiedenis van de advent
Wanneer de viering van de advent in de Kerk voor het eerst werd geïntroduceerd, kan niet met zekerheid bepaald worden. De advent wordt voor het eerst vermeld in een boek van Gregorius van Tours (ca. 538-594), die schrijft dat St. Perpetuus, een van zijn voorgangers, rond 480 een vastentijd van drie weken voorafgaand aan kerstmis had ingesteld. Of dit een nieuw gebruik was dan wel de bekrachtiging van een bestaande regeling is onduidelijk.

## Adventskalender
Thuis wordt in sommige streken een adventskalender gebruikt, die begint op de eerste Adventszondag of op 1 december. Vaak bevat die voor elke dag een doosje of een luikje, waarvan er elke dag eentje mag worden geopend door de kinderen.
Er zit dan een chocolaatje of een klein stukje speelgoed in.

## Adventskrans

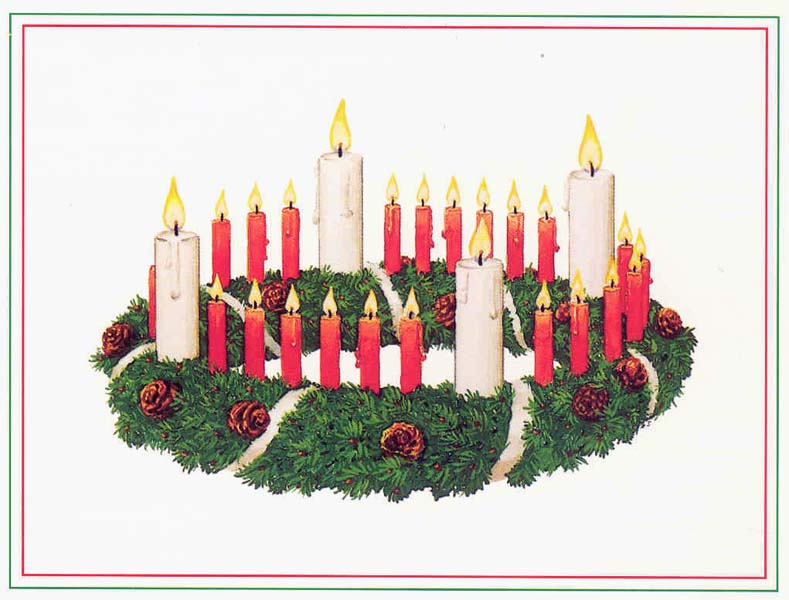
De originele adventskrans van de Duitser Wichern met 4 grote kaarsen en extra 24 kleine kaarsen, samen dus 28 kaarsen

De adventskrans is uit het Duitse taalgebied overgewaaid. Ook in de Scandinavische landen komt dit gebruik veel voor. In de Scandinavische en Duitstalige landen worden ook in de woonhuizen en winkels adventskransen neergezet of opgehangen.
In katholieke kringen is het de traditie dat de derde adventskaars roze is, dit als verwijzing naar de groeiende vreugde. De protestantse kerk van Noorwegen heeft deze traditie ook.
Sommigen zien een verwantschap van de adventskrans met de kaarsen in het jodendom, die in dezelfde periode met Chanoeka steeds een kaars meer aansteken.
De eerste adventskrans werd bedacht door de Lutherse theoloog Johann Hinrich Wichern (1808–1881). Hij ving veel kinderen op uit arme gezinnen. De kinderen vroegen vaak wanneer het eindelijk kerst was. In 1839 besloot hij uit een houten wiel een krans te maken met vier grote en 24 kleine kaarsen. Voor elke adventszondag werd een grote kaars aangestoken en voor elke andere dag een kleine. Sinds 1860 wordt de adventskrans met dennengroen versierd.
In enkele gebieden zijn er tradities van zes adventszondagen in plaats van vier, zoals in het aartsbisdom Milaan en in de orthodoxe kerken. Daar hebben adventskransen dan ook zes kaarsen.